# 니고촌
니고촌(二郷村)은 일본 미에현 기타무로군에 설치되었던 촌이다. 현재의 기호쿠정 히가시나가시마에 해당한다.